# Bruno Buchberger

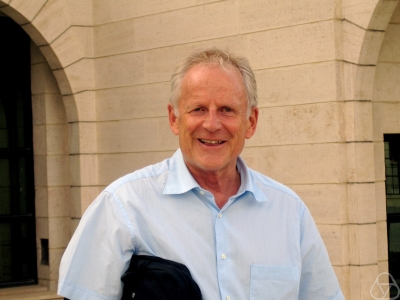
Bruno Buchberger 2005.

Bruno Buchberger, född 22 oktober 1942 i Innsbruck, är professor i datormatematik vid universitetet i Linz i Österrike. Han är mest känd för att ha skapat teorin om Gröbnerbaser i sin doktorsavhandling om algoritm Ein Algorithmus zum Auffinden der Basiselemente des Restklassenrings nach einem nulldimensionalen Polynomideal (tyska, En algoritm för att hitta baselementen i kvotringen av ett nolldimensionellt ideal) 1965. Han gav dessa objekt namnet Gröbnerbaser efter sin handledare, Wolfgang Gröbner.
Buchberger grundade Journal of Symbolic Computing 1985 och Research Institute for Symbolic Computation 1987.
För sin teori om Gröbnerbaser fick Buchberger Association for Computing Machinerys Paris Kanellakis Award 2007. Han är även hedersdoktor vid universitetet i Nijmegen i Nederländerna och vid västra universitetet i Timișoara i Rumänien.